# Weingut Gantenbein

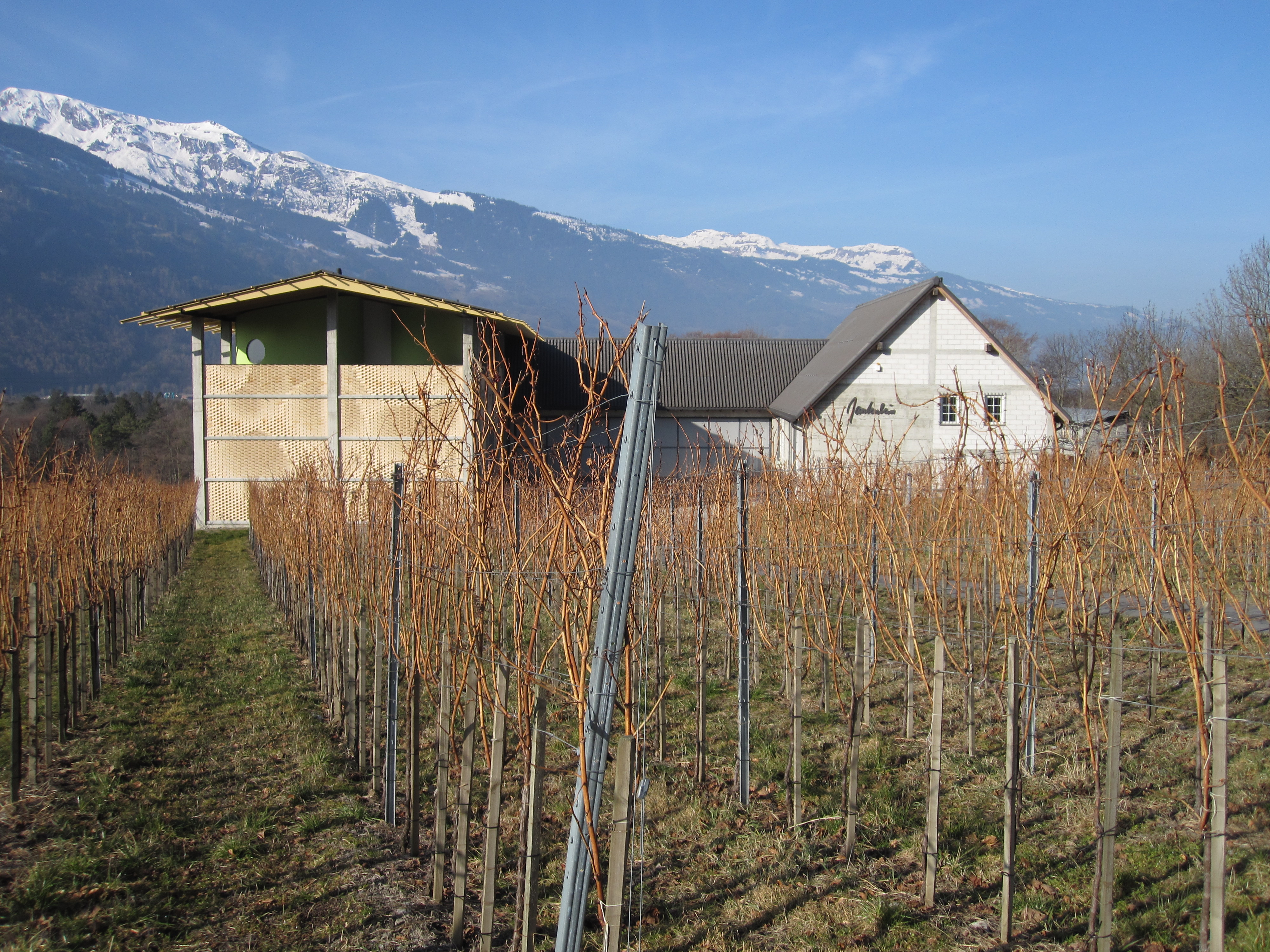
Weingut Gantenbein

Das Weingut Gantenbein ist ein Schweizer Weingut in Fläsch in der Bündner Herrschaft im Kanton Graubünden. Produziert wird auf einer Fläche von sechs Hektar, davon fast fünf Hektar Pinot Noir. Das Weingut liegt am Nordbündner Weinwanderweg.
Martha und Daniel Gantenbein keltern seit 1982 ihren eigenen Wein, das Weingut gilt als das wohl renommierteste der Schweiz.

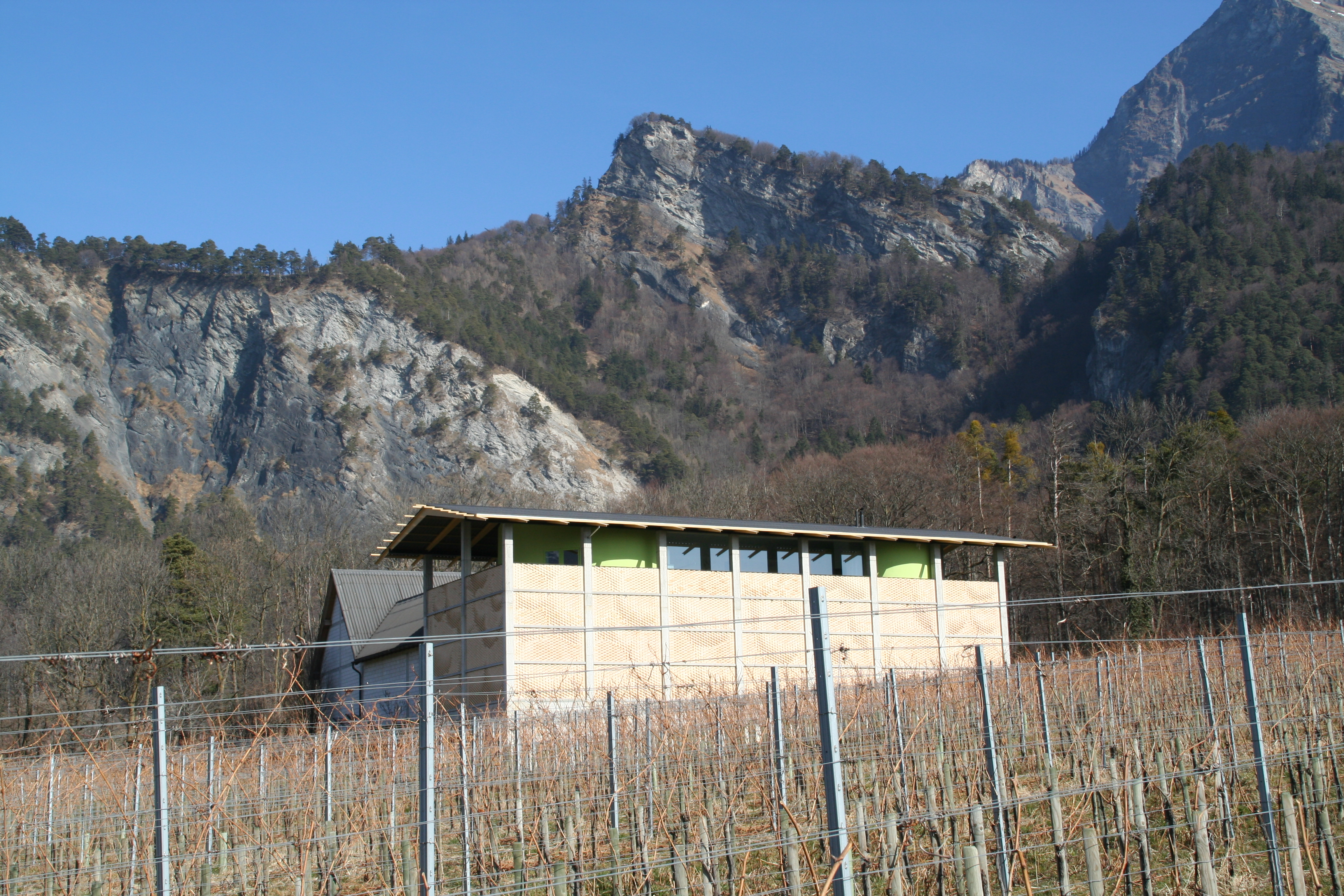
Blick von unten

## Rebsorten und Weine
Das Weingut produziert drei terroirbetonte-Weine: Der Pinot Noir wird mit 25'000 Flaschen produziert, der Chardonnay mit 5000 und der Riesling mit 1200 Flaschen. Die Bestockungsdichte ist mit 7000 bis 7500 pro Hektar sehr hoch. Zudem wird ein Vieux Marc hergestellt.

## Keller
Martha und Daniel Gantenbein liessen 2006 das Weingut von den Architekten Valentin Bearth, Andrea Deplazes und Daniel Ladner um eine zweigeschossige Kelter- und Degustierhalle erweitern. Die 300 Quadratmeter Fassade besteht aus 72 Wandelementen aus geklebten Backsteinen. Durch die lichtdurchlässige Fassade entsteht in der Gärhalle ein abwechslungsreiches Spiel aus Licht und Schatten. Aus der Ferne erkennt man in der Fassade ein Ornament mit riesigen Trauben.
Die Architekten wurden für das Objekt mit dem Award für Marketing + Architektur 2008 (1. Preis in der Kategorie Gewerbe- und Industriebauten), International Wienerberger Brick Award 2008 (2. Preis) und mit einer Anerkennung des Tageslicht-Awards 2007 ausgezeichnet. Zudem gab es eine Anerkennung des Balthasar-Neumann-Preises 2008. (→Weinarchitektur)